# Vaux-le-Moncelot
Pour les articles homonymes, voir Vaux.
Vaux-le-Moncelot est une commune française située dans le département de la Haute-Saône, la région culturelle et historique de Franche-Comté et la région administrative Bourgogne-Franche-Comté.
Ses habitants sont les Vauxlemonçois.

## Géographie
Vaux-le-Moncelot comprend une forêt communale, d’une superficie de 80 hectares, constituée à 77 % de chênes pédonculés, 14 % de charmes, 7 % de frênes, moins de 3 % d’autres feuillus et douglas. Elle est exploitée par l'Office national des forêts.
La commune est traversée à l'ouest par le ruisseau de la Jouanne.

### Communes limitrophes
|                   | Les Bâties       |                          |
|                   | Vaux-le-Moncelot | Fretigney-et-Velloreille |
| Frasne-le-Château |                  |                          |

### Climat
Pour des articles plus généraux, voir Climat de la Bourgogne-Franche-Comté et Climat de la Haute-Saône.
En 2010, le climat de la commune est de type climat des marges montargnardes, selon une étude du Centre national de la recherche scientifique s'appuyant sur une série de données couvrant la période 1971-2000. En 2020, Météo-France publie une typologie des climats de la France métropolitaine dans laquelle la commune est exposée à un climat semi-continental et est dans la région climatique  Lorraine, plateau de Langres, Morvan, caractérisée par un hiver rude (1,5 °C), des vents modérés et des brouillards fréquents en automne et hiver. 
Pour la période 1971-2000, la température annuelle moyenne est de 10,7 °C, avec une amplitude thermique annuelle de 17,3 °C. Le cumul annuel moyen de précipitations est de 1 034 mm, avec 12,4 jours de précipitations en janvier et 9,4 jours en juillet. Pour la période 1991-2020, la température moyenne annuelle observée sur la station météorologique de Météo-France la plus proche, « Bucey-lès-Gy », sur la commune de Bucey-lès-Gy à 7 km à vol d'oiseau, est de 11,6 °C et le cumul annuel moyen de précipitations est de 1 032,6 mm. 
La température maximale relevée sur cette station est de 41,5 °C, atteinte le 8 août 2003 ; la température minimale est de −23 °C, atteinte le 2 janvier 1971,,. 
Les paramètres climatiques de la commune ont été estimés pour le milieu du siècle (2041-2070) selon différents scénarios d'émission de gaz à effet de serre à partir des nouvelles projections climatiques de référence DRIAS-2020. Ils sont consultables sur un site dédié publié par Météo-France en novembre 2022.

## Urbanisme

### Typologie
Au 1er janvier 2024, Vaux-le-Moncelot est catégorisée commune rurale à habitat très dispersé, selon la nouvelle grille communale de densité à sept niveaux définie par l'Insee en 2022.
Elle est située hors unité urbaine. Par ailleurs la commune fait partie de l'aire d'attraction de Besançon, dont elle est une commune de la couronne,. Cette aire, qui regroupe 310 communes, est catégorisée dans les aires de 200 000 à moins de 700 000 habitants,.

### Occupation des sols
L'occupation des sols de la commune, telle qu'elle ressort de la base de données européenne d’occupation biophysique des sols Corine Land Cover (CLC), est marquée par l'importance des territoires agricoles (77,3 % en 2018), en diminution par rapport à 1990 (79,3 %). La répartition détaillée en 2018 est la suivante : 
terres arables (38,7 %), prairies (38,4 %), forêts (17,4 %), milieux à végétation arbustive et/ou herbacée (2,9 %), zones urbanisées (2,5 %), zones agricoles hétérogènes (0,2 %). L'évolution de l’occupation des sols de la commune et de ses infrastructures peut être observée sur les différentes représentations cartographiques du territoire : la carte de Cassini (XVIIIe siècle), la carte d'état-major (1820-1866) et les cartes ou photos aériennes de l'IGN pour la période actuelle (1950 à aujourd'hui).

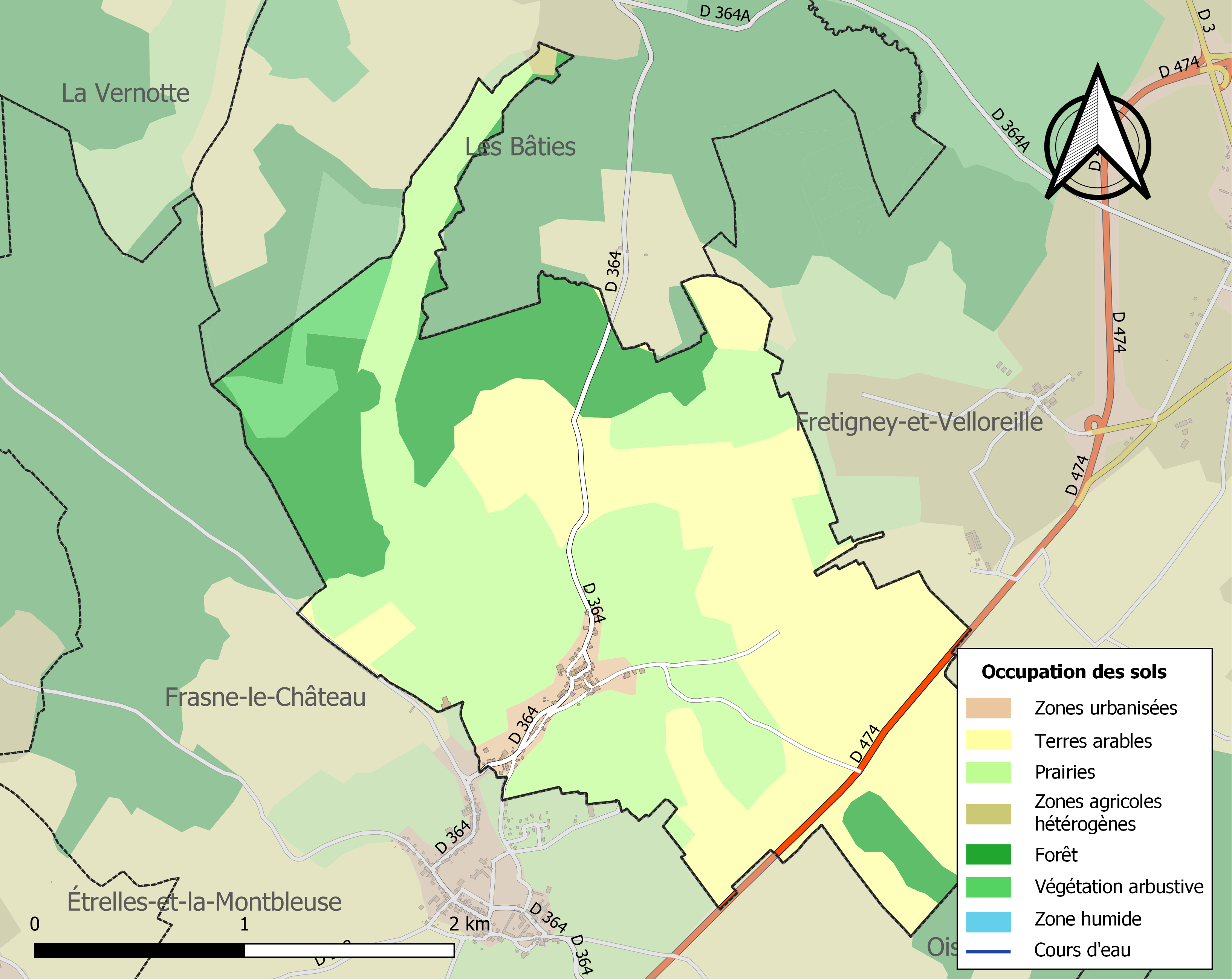
Carte des infrastructures et de l'occupation des sols de la commune en 2018 (CLC).

## Politique et administration

### Rattachements administratifs et électoraux
La commune fait partie de l'arrondissement de Vesoul du département de la Haute-Saône,  en région Bourgogne-Franche-Comté. Pour l'élection des députés, elle dépend de la première circonscription de la Haute-Saône.
Elle faisait partie depuis 1793 du canton de Gy. Dans le cadre du redécoupage cantonal de 2014 en France, la commune est désormais intégrée au canton de Scey-sur-Saône-et-Saint-Albin.

### Intercommunalité
Vaux-le-Moncelot est membre depuis 2007 de la communauté de communes des Monts de Gy, un établissement public de coopération intercommunale (EPCI) à fiscalité propre créé fin 1999 et auquel la commune a transféré un certain nombre de ses compétences, dans les conditions déterminées par le code général des collectivités territoriales.

### Liste des maires
| Période                                  | Période                       | Identité         | Étiquette | Qualité                                                                          |
| ---------------------------------------- | ----------------------------- | ---------------- | --------- | -------------------------------------------------------------------------------- |
| Les données manquantes sont à compléter. |                               |                  |           |                                                                                  |
| mars 2001                                | 2008                          | Jean-Marie Colin |           |                                                                                  |
| mars 2008                                | 2014                          | Claudine Narçon  |           |                                                                                  |
| 2014                                     | En cours (au 15 juillet 2020) | Roland Baulay    |           | Vice-président de la CC des Monts de Gy (2014 → ) Réélu pour le mandat 2020-2026 |

## Démographie
L'évolution du nombre d'habitants est connue à travers les recensements de la population effectués dans la commune depuis 1793. Pour les communes de moins de 10 000 habitants, une enquête de recensement portant sur toute la population est réalisée tous les cinq ans, les populations de référence des années intermédiaires étant quant à elles estimées par interpolation ou extrapolation. Pour la commune, le premier recensement exhaustif entrant dans le cadre du nouveau dispositif a été réalisé en 2005.

En 2022, la commune comptait 78 habitants, en évolution de +9,86 % par rapport à 2016 (Haute-Saône : −1,4 %, France hors Mayotte : +2,11 %).
| 1793 | 1800 | 1806 | 1821 | 1831 | 1836 | 1841 | 1846 | 1851 |
| ---- | ---- | ---- | ---- | ---- | ---- | ---- | ---- | ---- |
| 225  | 268  | 339  | 227  | 196  | 204  | 219  | 203  | 229  |

| 1856 | 1861 | 1866 | 1872 | 1876 | 1881 | 1886 | 1891 | 1896 |
| ---- | ---- | ---- | ---- | ---- | ---- | ---- | ---- | ---- |
| 200  | 218  | 208  | 201  | 190  | 181  | 172  | 180  | 159  |

| 1901 | 1906 | 1911 | 1921 | 1926 | 1931 | 1936 | 1946 | 1954 |
| ---- | ---- | ---- | ---- | ---- | ---- | ---- | ---- | ---- |
| 162  | 145  | 129  | 127  | 122  | 114  | 92   | 85   | 93   |

| 1962 | 1968 | 1975 | 1982 | 1990 | 1999 | 2005 | 2006 | 2010 |
| ---- | ---- | ---- | ---- | ---- | ---- | ---- | ---- | ---- |
| 93   | 85   | 74   | 63   | 66   | 63   | 76   | 76   | 76   |

| 2015 | 2020 | 2022 | - | - | - | - | - | - |
| ---- | ---- | ---- | - | - | - | - | - | - |
| 74   | 77   | 78   | - | - | - | - | - | - |

## Culture locale et patrimoine

### Lieux et monuments
- Les fontaines :
  - La grande fontaine-lavoir construite en 1861 sur des plans de l'architecte graylois Christophe Colard.
  - Le petit lavoir.

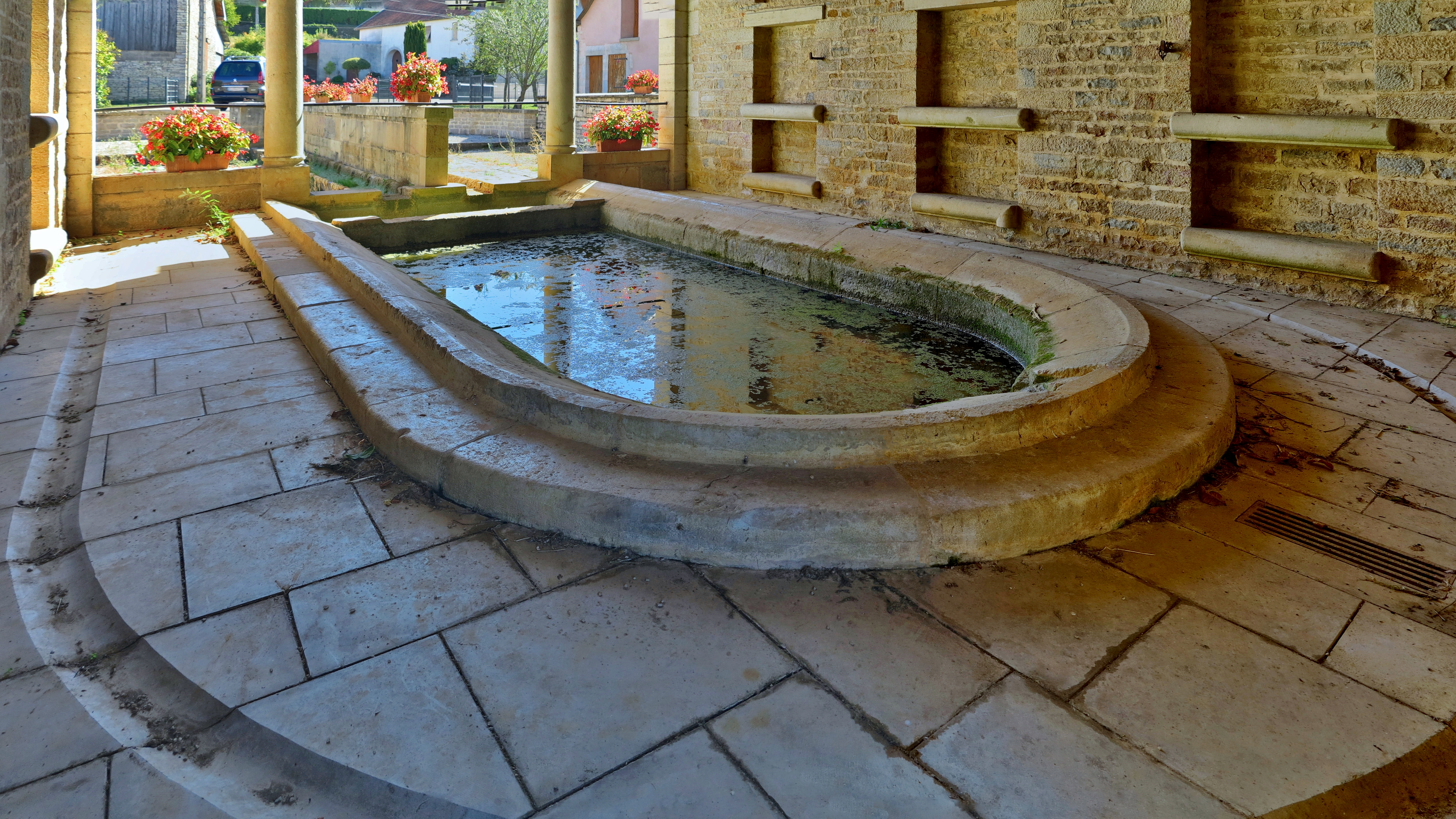
Le bassin du grand lavoir.
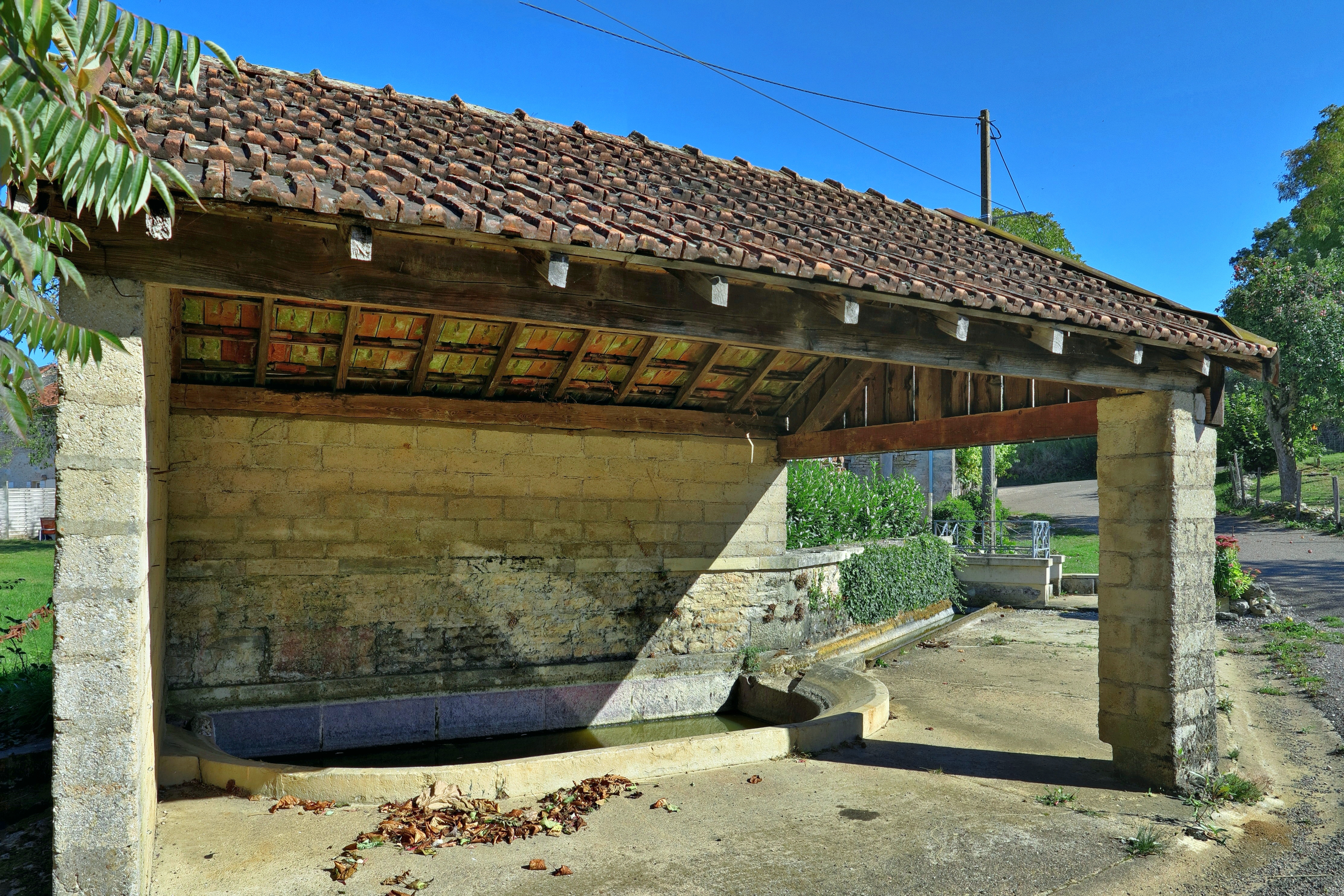
Le petit lavoir.

### Héraldique
| Blason de Vaux-le-Moncelot | Blason  | Coupé d'azur à la fontaine du lieu d'argent accompagnée de huit billettes d'or, quatre à dextre et quatre à senestre, ordonnées 2, 1 et 1, celles du milieu rangées en barre à dextre et en bande à senestre avec une du chef et celle de pointe ; et d'or au chevron voûté de gueules entrelacé avec un chevron ployé renversé du même, chacun chargé de deux épis de blé tigés et courbés d'or, les chevrons accompagnés de trois tourteaux de gueules rangés en fasce, celui du milieu enfermé dans les chevrons. |
| Blason de Vaux-le-Moncelot | Détails | Armoiries composées par M. Nicolas VERNOT, adoptées par la municipalité le 29 juillet 2015. |